# Manuella Cancade
Manuella Cancade est une athlète camerounaise née le 5 octobre 1999, spécialisée dans le saut en longueur. 

## Biographie

### Débuts et compétitions
Manuella Cancade commence sa carrière en tant qu'athlète junior, lors d'un meeting à la Duchère en janvier 2018, elle établi un record personnel sur 60 mètres haies avec un temps de 8 secondes 90.
Elle représente le Cameroun lors des championnats du monde d'athlétisme 2022, en participant à l'épreuve de saut en longueur. 

### Carrière
A l'Heptathlon, Manuella Cancade remporte le titre régional avec 3 570 points avec notamment 12'79 au 80 m haies (30ème performance nationale) et 13'32 au 100m ( record personnel).